# Grotea athenae
Grotea athenae är en stekelart som beskrevs av Slobodchikoff 1970. Grotea athenae ingår i släktet Grotea och familjen brokparasitsteklar. Inga underarter finns listade i Catalogue of Life.